# Sputnik 25
Sputnik 25 (również: E-6 1 lub E-6 2) – radziecka sonda kosmiczna serii E-6 należącej do programu Łuna, pierwsza próba miękkiego lądowania na powierzchni Księżyca. Sonda wyposażona była w lądownik o masie 100 kg.
Sonda została wyniesiona rakietą Mołnia 8K78/E6, z kosmodromu Bajkonur w dniu 4 stycznia 1963 roku, o godz. 08:49 czasu uniwersalnego. Z powodu awarii transformatora nie doszło do zapłonu silnika członu ucieczkowego rakiety nośnej i sonda wraz z tym członem pozostała na niskiej orbicie wokółziemskiej. 5 stycznia 1963 roku sonda uległa zniszczeniu w atmosferze Ziemi.
Pomyślnie wyniesiony statek serii E-6 nosił nazwę Łuna 4, jednak sonda ta nie trafiła w Księżyc i jej misja zakończyła się niepowodzeniem.